# Pick Up (album de Brigitte Fontaine)
Pour les articles homonymes, voir Pick up.
Albums de Brigitte Fontaine
Terre neuve
(2020)
Pick Up est le vingtième album de Brigitte Fontaine sorti le 1er novembre 2024. 

## Historique
Composé par Areski Belkacem et produit par Lionel Limiñana du tandem perpignanais The Limiñanas, l'album est baptisé Pick Up en hommage au nom donné aux appareils de lecture de disques vinyles mais aussi au verbe anglais qui signifie ramasser, « comme des fruits tombés de l'arbre après l'orage ».
La couverture de Pick Up est une photographie de Brigitte Fontaine prise à Plouyé à l'âge de deux ans et demi, les bras sur les oreilles telle une « pauvre petite qui a peur ».
Si les voix ont été enregistrées à Paris, l'album a été enregistré en grande partie à Perpignan dans le studio des Limiñanas. Les textes sont de Brigitte Fontaine.

## Accueil
Les critiques sont globalement enthousiastes, RFI considérant l'album comme le meilleur de Brigitte Fontaine depuis Prohibition en 2009 tandis que Ouest-France y voit un des meilleurs albums de l'année, « à la fois rock, mélodieux et poétique » chantant « la beauté d'une vie passée trop vite et la mort qui rôde ». Pour L'Humanité, la « diva punk » publie un album à la « délicieuse extravagance qui tutoie la Faucheuse et rumine de saines colères ». Le Parisien salue la « doyenne du rock français » qui garde à 85 ans un « regard piquant, drôle et rageur » sur la société et « touche encore au cœur ».

## Chansons de l'album
| No  | Titre                            | Durée |
| --- | -------------------------------- | ----- |
| 1.  | Neuf trois                       | 1:39  |
| 2.  | Mariage (1)                      | 2:50  |
| 3.  | Cantilène                        | 2:56  |
| 4.  | Sac d'os                         | 4:33  |
| 5.  | Mariage (2)                      | 4:11  |
| 6.  | Les animaux                      | 3:30  |
| 7.  | Embrassons-nous                  | 3:22  |
| 8.  | Comme il est tard                | 3:57  |
| 9.  | Crack Boom Crack                 | 3:04  |
| 10. | Mary Poppins                     | 3:25  |
| 11. | Crevards miteux, pauvres errants | 3:36  |
| 12. | Le beau temps                    | 2:17  |